# Церковь Святого Онуфрия (Ланчано)
Церковь Святого Онуфрия (итал.  Chiesa di Sant'Onofrio) — церковь в архиепархии Кьети-Васто Римско-католической церкви в Сант Онофрио в коммуне Ланчано, в провинции Кьети, в регионе Абруццо, в Италии.

## История
Церковь Святого Онуфрия в Ланчано была построена в 1962 году. Руины старой церкви в честь того же святого, построенной в 1467 году и сильно пострадавшей в 1943 году во время Второй Мировой войны, находятся на вершине холма в районе Риццакорно.

## Описание
Храм однонефный с полукруглой апсидой.
Две лестницы, расположенные друг против друга, ведут к порталу с закрытым тимпаном (нишей). Выше находится мраморный архитрав с выгравированным на нём именем святого, в честь которого освящена церковь, и ниша, которая занимает все верхнее пространство фасада. В нише находится рельефное изображение Христа.
Внешние стены выложены разнородным по форме камнем, закрепленным цементом. Крыша немного выступает из фасада, поддерживается цементными балками. Сразу под крышей, ниже карниза, в боковых стенах находятся квадратные окна. В апсиде два продолговатых окна в арке.
В стороне от церкви стоит колокольня, разделенная на пять уровней, построенная из того же материала, что и церковь, и также отделанная снаружи разнородным по форме камнем, закреплённым цементом. На правой стороне находится полукруглая часовня, на левой — дом священника.

## Галерея

### Новая церковь
- Фасад
- Часть фасада с изображением Христа
- Колокольня
- Вид церкви

### Старая церковь
- Фасад
- Вид сзади
- Холм и церковь
- Интерьер